# ジャネット・アルウェッグ
ジャネット・アルウェッグ（Jeannette Altwegg, 1930年9月8日 - 2021年6月18日）は、イギリスの女性フィギュアスケート選手。1952年オスロオリンピック女子シングル金メダリスト。リバプール出身。

## 経歴
アルウェッグは、1947年の全英オープンのジュニアクラスで決勝にまで残るほどのテニスの選手であった。しかしながら、彼女が本当に才能を発揮したのはフィギュアスケートだった。
彼女は18歳になった1948年に、サンモリッツオリンピックに出場し銅メダルを獲得。 1951年には、ヨーロッパチャンピオンと世界チャンピオンに輝いている。1952年オスロオリンピックの直前には、ヨーロッパチャンピオンの座を守ることに成功した。
そして、オリンピックでは、まず、コンパルソリーフィギュアで大きくリードした彼女は、フリースケーティングでは4位であったにもかかわらず金メダルを獲得した。9人の審判のうち6人が彼女を1位と評価していた。
アルウェッグは、オリンピックチャンピオンとして、プロに転向すれば大きな収入を得ることができたはずであった。しかし、彼女はスケートをやめスイスで戦災孤児たちの仕事に従事する道を歩んだ。
2021年6月、スイスで死去したことが報じられた。

## 主な戦績
| 大会/年      | 1946-47 | 1947-48 | 1948-49 | 1949-50 | 1950-51 | 1951-52 |
| ------------ | ------- | ------- | ------- | ------- | ------- | ------- |
| オリンピック |         | 3       |         |         |         | 1       |
| 世界選手権   | 5       | 4       | 3       | 2       | 1       |         |
| 欧州選手権   | 4       | 5       | 3       | 2       | 1       | 1       |